# Шевченко Олександра Федорівна
Олекса́ндра Фе́дорівна Шевче́нко (16 квітня 1926, село Вергуни, тепер Черкаського району Черкаської області — грудень 2000) — українська радянська діячка, доярка, зоотехнік, керівник відділу радгоспу «Бучанський» Києво-Святошинського району Київської області. Герой Соціалістичної Праці (22.03.1966). Депутат Верховної Ради УРСР 6—9-го скликань. Кандидат у члени ЦК КПРС у 1966—1981 роках.

## Біографія
У 1944—1950 роках — ланкова колгоспу «Пам'яті Леніна» Черкаського району Київської області.
У 1950—1953 роках — слухачка Київської середньої сільськогосподарської школи.
У 1953—1955 роках — агроном Ржищівської машинно-тракторної станції Київської області.
Член КПРС з 1954 року.
У 1955—1958 роках — агроном колгоспу імені Димитрова («Дніпро») Ржищівського району Київської області.
У 1958—1959 роках — секретар виконавчого комітету Стрітівської сільської ради депутатів трудящих Ржищівського (Кагарлицького) району Київської області.
У листопаді 1959 — 1967 року — доярка, у 1967 — лютому 1968 року — зоотехнік радгоспу «Бучанський» Києво-Святошинського району Київської області.
У лютому 1968 — 1981 року — керівник відділку, начальник тваринницького цеху радгоспу «Бучанський» в селі Горенка Києво-Святошинського району Київської області.
Освіта вища. У 1969 році закінчила Українську сільськогосподарську академію у Києві.
До 1992 року була завідувачкою дитячого садка радгоспу «Бучанський».
Потім — на пенсії в селі Горенка Києво-Святошинського району Київської області.
Померла в грудні 2000 року.

## Нагороди
- Герой Соціалістичної Праці (22.03.1966)
- три ордени Леніна (1948, 1949, 22.03.1966,)
- орден Жовтневої Революції (1980)
- медалі